# 本土研究社

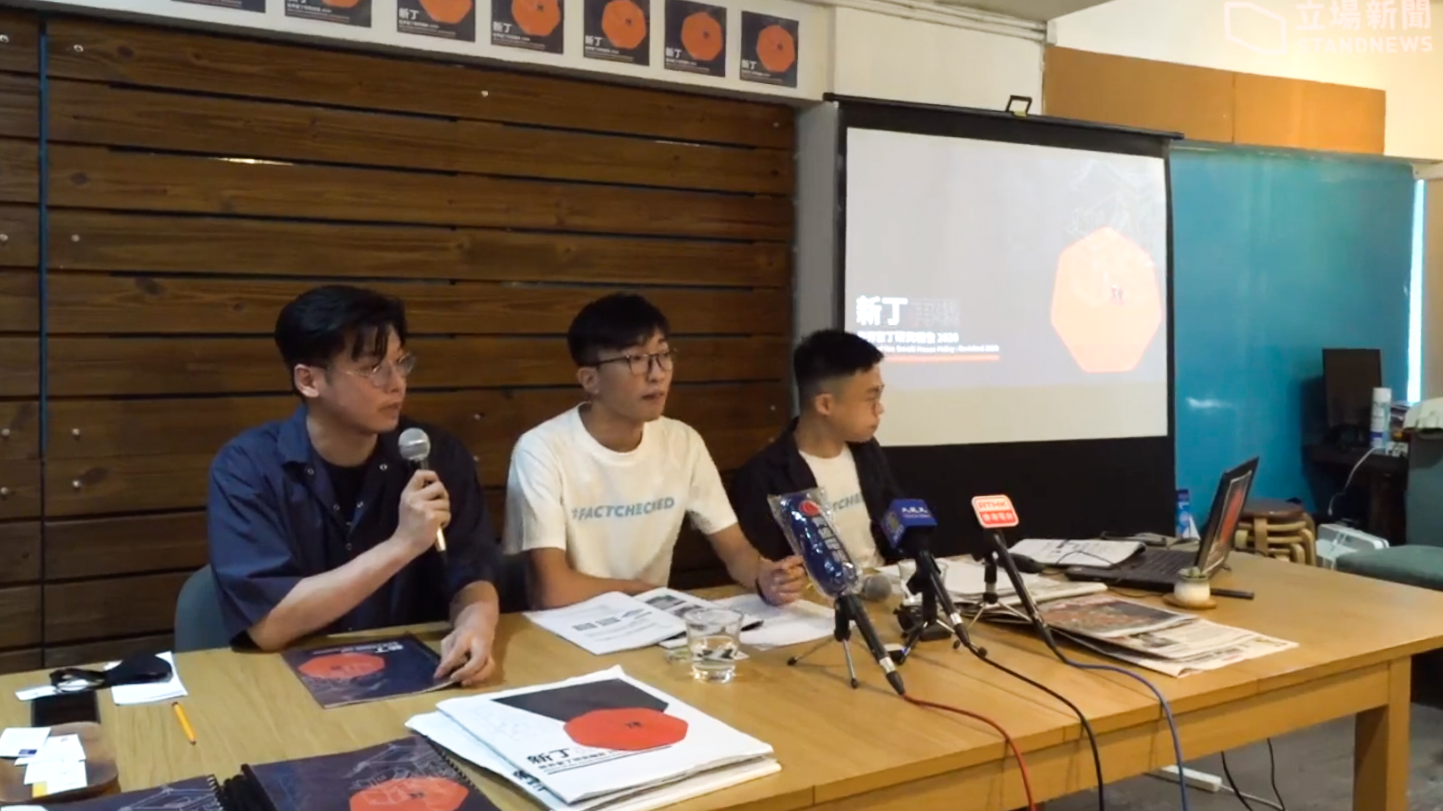
2020年10月，本土研究社公佈新一份套丁研究報告

本土研究社（英語：Liber Research Community），是一個民間研究機構、團體，創立於2010年，由一群有志推動民間研究、關注香港發展及社會議題的研究員組成，2014年正式註冊為非牟利機構。
團體成員來自不同行業背景，希望在民間，用知識推動變革，以規劃、政治學、地理學、社會學、文化研究等學科知識組成跨學科及在地視野，並透過研究、調查及報告的方式，推動如土地開發、古蹟、環境保育、城市規劃等的議題討論以加深大眾認知和論述能力。
過去發表的研究涵蓋土地供應、房屋、農業、食物安全等研究。現時營運經費主要依靠眾籌。
截至2024年8月，本土研究社已發表28份研究報告及出版書籍、202集podcasts，每年平均發佈150份研究文章

## 成立背景
本土研究社起源於2009年香港的反高鐵運動，當時的幾名參與者看見高鐵興建及衍生的收地等議題引來公眾熱烈討論，源於不斷有研究報告指出箇中問題。有見研究對推展社會議題如此重要，他們欲成立一個民間研究組織，本土研究社便應運而生。創社成員指出研究社名字中「本土」的意思不是區分你我，而是去關心這個城市的土地怎麼運用，去最深入的理解你所在的地方。
2010年研究社開始運作，次年發表首批有關高鐵收地案的菜園村收地研究，並投稿於本地媒體。第一本研究書籍《不是土地供應：香港土地問題惖迷思與真象》於2013年出版，2015年亦發表第一份關於棕土的研究報告。
成立初期工作室位於灣仔富德樓。2018年時本土研究社有六名全職研究員，以及二、三十位義工協助研究。

## 現況
隨著本土研究社不斷有新的研究成員和義工加入，研究範疇亦比以往有所增加，除土地外，包括房屋、農業、環境、古蹟等。
現時社內有全職及兼職(負責特定議題)研究員，以及來自不同背景和專業的會員和義工協肋各個研究項目。2021年3月搬離富德樓舊址，現時位於佐敦突破中心7樓。
2021年經歷疫情和社會運動後，關注社會議題和發聲的團體開始減少，本土研究社成為少數依然就各個社會議題持續關注和發聲的團體之一。
除自行發掘社會議題和探討外，本土研究社亦有就部分議題與其他團體合作進行調查，如2021、2022年與綠色和平合作調查並發佈多個有關棕地以及北部都會區的研究報告；棕地以外，本土研究社亦有就香港北部的農地現況嘉道理農場等合作，進行普查報告及農業優先區建議。
本土研究社定期會舉辦不同活動，以提升大眾對各類社會議的關注和認知，包括《講還講》、《簡單來講》兩項講座，邀請公眾人物來講解各項議題。

### 訂閱計劃
由於研究社不接受政府資助，亦不接受政黨和發展商的委託，營運經費依靠訂閱計劃經由眾籌所支撐。訂閱者除了可獲精選研究資訊、優先或免費參與各種研究活動，並可獲紀念品如T-shirt，以及實體研究出版著作。

## 關注議題

### 棕地
過去政府一直都以「地少人多」為由，合理化各種土地開採模式，以填海作為唯一的發展模式。本土研究社在2013年出版《不是土地供應・香港土地問題的迷思與真象》，拆解「土地供應不足」其實是個的迷思，並提出「棕土」（後來稱為棕地）的概念，並批評政府未有善用已存在於全港的800多公頃棕土，只懂得填海造地。
2015年12月27日，即是橫洲事件爆發前九個月，本土研究社就橫洲作個案分析，連同其他棕土的研究發表《棕跡—香港棕土政策研究報告2015》，根據Google Earth衞星圖片，發現全港棕土面積達1192公頃，面積相當於3.7個啟德發展區，較公共專業聯盟及土地正義聯盟於2012年發現803公頃增加近半。團體發現，全港棕土集中當中元朗、北區及屯門等九個地方，大多有道路相連，惟欠規劃及管理差劣，在發現的棕土當中，用作「貨櫃場」及「停車場」的佔地面積上升至477公頃。認為棕土問題有明顯擴散跡象。
本土研究社指出，房屋署曾於2012年進行內部研究，探討利用元朗工業邨西面的橫洲棕土發展公營房屋的可行性，但計劃最後無疾而終，其中一個困難很可能是地區鄉紳勢力反對。然而，團體認為，即計劃發展範圍涉及私人土地，政府亦有權運用《收回土地條例》賦予的權力收地，將之規劃作公共用途（如公營房屋），另外亦可考慮用官地換取私人土地，或收購某地段的私人土地等。
成員陳劍青表示，以往民間面對很多個別的發展計劃爭議，許多時候都被形容為「阻着發展」，2012年起開始發現香港很需要一個有關香港整體土地問題的綜合分析——究竟香港是否真的土地不足，哪裏有土地可優先使用？才有望突破被標籤為「反對發展」的困局。

#### 棕土發展潛力
針對政府表示棕地分佈雜亂零散，本土研究社2018年3月15日發表《合棕連橫：新界棕土發展潛力研究》，當中用半年時間，統計出全港相鄰棕土群共1,171.5公頃，即面積約7個荃灣市中心，當中723公頃未納入發展計劃。團體整理出，全港2公頃或以上的新界相鄰棕土群達94幅，當中位於橫台山及位於坪輋的棕土群更分別達71公頃及70公頃的棕土群，另有26個相鄰棕土群大過10公頃，比起部份資助房屋佔地面積更大。
本土研究社成員楊夏至批評，政府對棕土的發展潛力有雙重標準，因政府提出《元朗錦田南發展計劃》範圍同樣鄰近石崗機場，但卻指八鄉棕土因受高度限制，無發展潛力。本土研究社倡議修復棕土，面積較大和無法修復的棕土可用作發展公營房屋等用途，面積較小（2至10公頃）棕土群可作發展鄉村式公屋。

#### 回應政府棕地政策
政府在2018年成立「土地供應專責小組」推動土地供應諮詢，又稱土地大辯論，旨在檢視香港土地供應的來源，本土研究社為此發表題為《未來土地發展真實選項：好誠實研究及公眾諮詢》，批評專責小組成員全由特首林鄭月娥委任，成員對土地選項早有立場，公眾諮詢只是公關騷，認為香港並不缺乏土地供應，問題出在分配不夠公平，側重建私樓而非公屋，並指出棕地、鄉村式發展地帶內官地、短期租約和臨時政府撥地等用地未盡其用，倡議優先發展棕地，並反對填海和開發郊野公園。
就發展棕地的討論上，三名前規劃署署長長凌嘉勤、梁焯輝及潘國城表示，棕地欠缺配套設施，對發展棕地有保留，又稱不少棕地具作業用途，若要全部取締，便要開發綠化地。本土研究社成員陳劍青則回應，棕地問題源於過去規劃失誤，惟現時三名前規劃署署長卻直言棕地難發展，質疑其在任期間，為何不將棕土凍結，或收回土地修復，而棕地並非零碎難開發，又指過去找到不少棕地的面積達2公頃以上。
土供組終於2018年底發布《多管齊下 同心協力》土地供應專責小組報告，表明棕地發展獲社會廣泛支持，為最多市民支持優先發展的土地選項。而發展局亦曾就相關報告作出回應，指政府認同社會期望發展棕地，以增加房屋及其他用地的供應，以及改善目前新界部分地區雜亂無章的景觀，並就民間智庫（包括本土研究社）發表的報告，會持開放態度參考報告內容並作出考慮。至2019年底，規劃署公布首個官方棕地數據，辦認出1,579公頃棕地，經篩選後物色了12組共47公頃的棕地選址研究作公營房屋發展，亦於2020至21年期間分階段公布選址的具體位置。 
綠色和平於2021年委託本土研究社進行研究，深入調查政府第一期棕地研究報告選址範圍，透過查冊等方式，並實地考察位於元朗的3組棕地群（屏山北、沙埔、朗邊）。同年4月20日，發表《首個棕土政策－成形還是走樣？》棕地研究報告。報告主要發現：當局漠視多處規模龐大、具有交通基建接駁等良好發展條件，至少能提供逾萬個公營房屋單位，甚至鄰近政府選址的棕地群。綠色和平認為政府選擇性收地，漠視發展潛力高的棕地，令人質疑貶低其價值。
至6月21日， 綠色和平再與本土研究社聯合發佈研究報告《失棕罪——香港棕地現況報告2021》，報告發現政府最新的棕地數據較實際少近380公頃，接近四分之一。研究團隊用近半年時間，透過衛星圖、現有數據庫等資料，以及實地考察，發現政府的數據存在過時、不全面、錯漏百出的情況。成員蔡諾正指出，政府網頁棕地資料使用的地圖底圖，其實是2015年政府的航空圖。他以新田信芯園附近（新界軍營以北）的土地為例，根據Google Earth 2021年的衛星地圖，及政府2015年的航空圖做比較，可以發現信芯園附近的露天貯物場未被計入棕地。
團體表示，他們採用的研究方法與政府相若，質疑政府有心低估棕地情況，以便提出填海及開發郊野公園方案。團隊又指，當時香港約有1,985公頃棕地，發展局及規劃署2019年公佈「新界棕地使用及工作現況研究」的數據，則指只有1,579公頃，兩者相差近380公頃，若取其一半以中低密度發展，保守估計可建約95,000個單位，相等於13條彩虹邨單位數目，約為過往6年公營房屋總落成量。
至9月27日， 兩個團體再發布《始棕要還：官方棕地政策全檢視 2018-2021》研究報告，揭示本屆政府所訂下的四項發展棕地承諾皆落空，當中的「短期內發展110公頃棕地作房屋發展」，完成度不足一半；報告指出，政府只要修正已選取的12個棕地發展選址範圍，最快約半年便能增多160公頃「即食棕地」作研究發展，可建逾50,000個公營房屋單位；換句話說，政府絕對有能力在餘下十個月任期內兌現此承諾。研究員周藹詮認為，政府應好好利這160公頃的「即食棕地」，批評當局有《收回土地條例》的尚方寶劍，卻未有利用。

#### 回應「北部都會區」與棕地政策
於2021年10月6日時任行政長官林鄭月娥提出發展「北部都會區」，為行政長官施政報告之一部份，預料會於20至30年內分階段實施，受到不少人反對，更有人質疑其所有建議都懸浮半空，虛幻得不知從何著力，不過政府仍表示有能力應付。李家超就任特首後，續推「北部都會區」，範圍內覆蓋大量棕地面積。
2022年10月10日，綠色和平聯同本土研究社發布《快熟棕地：北部都會區具發展潛力的棕地研究》，研究根據衛星圖及實地考察，分析北部都會區內短中期適合發展的棕地。發現單計北部都會區內已有433公頃具發展潛力的「快熟棕地」，當中100公頃無任何作業，最長荒廢達14年。倘政府優先以中低密度發展其一半，保守估計可建屋約10.8萬伙，比過去6年公營房屋建屋量更多，並有望在4至6年內變成熟地。
團隊促請政府首份施政報告，訂立任期內發展棕地的具體目標及KPI，包括將「快熟棕地」變成熟地、制訂發展路線圖等，以及制訂涵蓋合理重置本地工業的全面棕地政策。研究團隊強調，優先發展棕地建屋，無須浪費資源強推「明日大嶼」及展開郊野「邊陲」研究。 研究員張嘉敏表示，重置其實並不難，問題是政府是否有心做一個重置政策，我們找到的閑置棕地已有100公頃，如果不是全部用來建屋，是否都可以是契機讓政府讓政府做好棕地重置政策。
同年12月5日，兩團體再發佈《北能棕止－北部都會區棕地亂象調查報告2022》，調查橫跨去年7月至今年11月，提出「北部都會區」具兩大亂象，包括北部都會區在一年間已有135幅綠地被剷成棕地，面積達38公頃，等同兩個維園，當中逾一成新棕地位於海岸保護區、濕地保育區或緩衝區內，近三成則位於都會區擬建的交通基建一帶，以及35幅涉及違規作業的棕地，部分已改劃作「住宅」用途，但仍在拆解有毒電子垃圾，可見當局執管無效。
報告亦建議政府盡快公佈「多層式大廈」方案，以重置棕地作業，避免棕地進一步擴散，並提倡優先為閒置的100公頃「快熟棕地」訂下發展路線圖；對於棕地擴散入保育區內，報告強調應直接收回被破壞的濕地及其他具生態價值的私人土地 ，而非日後再重新劃界。 

### 丁屋
在小型屋宇政策，即丁屋政策下，一般而言，年滿18歲，父系源自 1898 年時為香港新界認可鄉村居民的男性原居村民，可以一生人向當局申請一次，在其所屬鄉村內的合適土地上，為自己建造一所小型屋宇自住。然而，政策落實至今，近數十年城市化伸延至新界鄉郊，地價升值，政府無視政策漏洞，結果催生了非法的「丁權」買賣（即「套丁」），變成地產商與村民合作發展低密度豪宅屋苑的機會，由於套丁屬於地產商與村民之間私下的協議，隱密性高，加上政府執法不力，使涉嫌「套丁」的情況日趨嚴重。表面上，地產商以低價名義上將地賣給這些原居民，然後男丁便可以申請興建丁屋。但實際上，該丁屋是由地產商控制持有，男丁成功申請丁屋，落成後並由地產商出售牟利，被地產商收買的男丁，可以收取大約十多萬到數十萬港元不等的「套丁費」。

#### 套丁研究
本土研究社於2018年《丁不厭詐：新界套丁研究報告2017》，透過落成丁屋的外貌、發展過程、地權分析、個案研究等，保守統計全新界至少有9,878幢丁屋是懷疑以套丁方式興建，佔1972年起獲批的42,131幢丁屋的23%，即是至少每4幢丁屋，就有1幢是可能透過「聲稱自住、實質為轉售圖利」而得來。情況以元朗區最為嚴重，共佔近一半（46%），達4,495幢，其次為大埔區（1,864幢，19%）、北區 （1,205間，12%），這些丁屋合共耗用約224公頃土地。本土研究社亦編制「疑似套丁資料庫」，記錄全新界所有呈現屋苑化的丁屋。
成員黃肇鴻表示，套丁問題自80年代已然存在，部份鄉村涉套丁範圍佔鄉村過半總面積，但地政總署未見全力執法，任由新界鄉村成為法外之地。而報告調查發現，最大面積疑涉套丁鄉村為北區坑頭村、西頁小坑口村最貴孖棟丁屋賣價近7,000萬、最大面積疑涉套丁發展的丁屋屋苑為大埔華樂豪庭、最「一村N姓」的疑涉套丁屋苑為元朗《曉門》、最「奇則」的特色戶丁屋屋苑為屯門《海巒》，可見有組織、有系統的疑涉套丁問題嚴重，在新界無處不在。
本身是元朗區議員的立法會議員梁志祥，回應本土研究社套丁報告時，承認區內有套丁問題。他認為丁屋政策要與時並進，允許部分沒有土地和資金的原居民與發展商合作，解決居住問題。上水區鄉事委員會主席侯志強認為該調查針對丁屋是「不公道」，他指情況如公屋都可以合法買賣，而丁權建丁屋是歷史下的政策，只要原居民跟足程序及補地價，「係一塊土地，我阿爺留俾我，我可以賣得，賣給給二叔公又得、三叔公又得，三叔公又可以賣給我。」
而新界鄉議局主席劉業強則稱，報告無法證實新界的屋苑以「套丁」方式興建，亦無充分證據證明當中有人涉以不誠實的手法，欺騙地政總署簽發丁屋牌照，認為本土研究社妄下判斷，對新界人不公平。他又指出，新界很多疑似「套丁」的丁屋，實際已補地價，以政府約113億補地價的收入計算，估計有過萬間丁屋是根據合法程序轉售。目前不少公營房屋都以補地價方式轉售，本土研究社不應持雙重標準，而是應研究公營房屋被濫用的情況。
事實上，套丁背後的操作須要原居民與發展商之間的秘密協議，一般外人難以得知，但過往亦不乏個別套丁人士被捕，包括2015年的「沙田套丁案」及2021年「丁屋大王」王光榮，顯示套丁行為背後產業有產業鏈支撐。本土研究社分析套丁產業鏈結構，發現套丁利潤極為吸引，以一幢1200－1800萬的丁屋為例（2017年價格），扣除地價（250萬）、建築費（200萬）、「套丁費」（視乎地區，由30－120萬不等，但男丁實收的費用被中間人扣走後只剩數萬至十數萬不等）、補地價費用（130－150萬）、設施、路權、給村長的「搵丁費」和「解決紛爭」費用（100萬），純利每幢仍達500－1100萬。大型丁屋屋苑動輒50－100幢，純利可以以億計。
本土研究社及後再於2020年發布更新研究《新丁再現：新界套丁研究報告》，發現相關數字增加804幢，總數破萬，達10,581 幢，意味著過去兩年多，差不多平均每天就有1幢疑是以套丁手法得來的丁屋落成。並於翌年與公共專業聯盟，發表《草木皆丁 – 發展新界潛在違規丁地可行性研究報告》，倡議政府應該以閒置「鄉村用地」，即能作為興建丁屋的土地，作為土地供應選項，並動用收回土地條例，既阻攔潛在套丁的發展可能，並作出「精準收地」，將丁地與其他土地選項整合及合併，成為大規模的土地發展計劃。

#### 丁權合法性爭議
2018年12月，「覆核王」郭卓堅向香港法院提請司法覆核案開審，質疑新界原居民「丁權」合法性。鄉事派在法庭上指出，原居民的自由建屋權能追溯至清朝、1972年實行的丁屋政策是殖民政府對原居民的補償，回歸後受基本法保障。
本土研究社當時翻查文件，發現鄉議局1980年代才開展「論述戰」，「補償論」或類似的觀點，在1970年代、丁屋政策醞釀時鮮有提及。時值香港前途問題浮現，鄉議局著手聯絡北京，在1983年更成為了第一批上京試探中方對港態度的港方人士。後來《中英聯合聲明》簽署，中方展開《基本法》草擬過程，代表鄉事派權益的鄉議局前主席劉皇發成為基本法草委之一，對九七後香港憲制發展有一定話語權。鄉議局把握這個黃金機會，將原屬房屋政策的丁屋，重新論述為原居民的「傳統權益」，以便將「丁權」在九七後的香港「永續」下去。
本土研究社又翻查了約150份來自二十世紀初起至1980年代，有關新界鄉郊建屋政策的政府解密文件，發現政府制定鄉郊屋宇政策以至後來的丁屋政策時，是將其置放於城市發展和規劃的框架下考慮，它不是一項基於尊重、補償原居民的所謂損失的「轉型正義」政策。
至2019年5月，高等法院就「丁權司法覆核案」作出判決，裁定村民在所擁有的私人土地內興建「免費牌照屋」方為新界傳統權益；至於政府以私人協約或換地形式提供土地建屋，則屬違憲。這判決引起新界原居民極度不滿，社會各界亦高度關注事件發展。 及後郭卓堅、政府及鄉議局均提出上訴。
至2021年1月，高等法院上訴庭裁定政府及鄉議局上訴得直，推翻原審法官裁定私人協約及換地方式建丁屋屬違憲的決定。本研社遂就此判決的判辭進行研究，指出當中有不少值得商榷的地方，如未有正面處理歧視女性同非原居民的問題，就算90年代通過的《香港人權法案條例》有考慮對丁屋政策的豁免，隨著社會變化，有關政策是否有改善空間。成員黃肇鴻指，國際有案例容許歧視存在，但需要考慮其必要性及是否合乎比例，但法庭於今次案件未有著墨。
司法覆核申請人郭卓堅再次申請上訴，至2021年11月終審法院下判辭，一致駁回上訴。本土研究社成員黃肇鴻認為，法庭如同將主導權「交波」給政府，撇除必然要滿足原居民建屋權的疑惑，意味着政府日後可根據土地狀況，以及是否涉嫌「套丁」等問題，否決丁屋申請。

#### 舉報套丁行動
2019年8月，本土研究社發起行動，透過一人一信的方法，向地政總署舉報已審結的民事套丁案件，檢視有否刑事成分，旨於阻嚇套丁及賣丁行為，以及促請政府當局積極調查及作出有需要的行動。同年10月，地政處向舉報違法者，確認發現3宗案件涉及「虛假陳述」等刑事罪行，亦有充足法律依據跟進，已轉介警方及去執法部門處理。及後本土研究社再就大埔的套丁現象發起舉報行動。
事隔兩年，於2021年3月，廉政公署就一個位於元朗的小型屋宇（丁屋）地產發展項目懷疑涉及貪污詐騙調查，近日進行代號「芒草」行動，先後拘捕共24人，包括地產發展商負責人、丁屋申請人及中間人，涉嫌以數萬元至數十萬元不等向元朗區的原居民收購丁權，然後集中發展為一個大型地產項目圖利。
廉署表示，曾接獲貪污投訴，指稱有地產發展商、中間人及原居民，涉嫌串謀以貪污詐騙手段「套丁」，並在申請興建丁屋時向地政總署作出虛假聲明，訛稱有關原居民是某地段的唯一合法註冊業權人，宣稱地產發展商與原居民之間沒有達成任何協議，以轉移或處置有關原居民發展該地段的權利。而被捕人之一則是「村屋大王」、王潘律師行創辦人王光榮及其次子王德信。 

### 明日大嶼
2018年，時任特首林鄭月娥於施政報告中提出發展大嶼山的願景，涵蓋中部水域交椅洲和喜靈洲附近的人工島、大嶼山北岸和屯門沿海地帶，包括重新規劃後的內河碼頭區和龍鼓灘等多個發展區，亦即明日大嶼願景。政府倡借鏡沙田第一城的填海模式，填海造地由發展商負責，並將一部份土地交回政府發展，當局分毫未出，但已藉此加快造地過程，推動公私合營。
針對「沙田模式」填海方法，本土研究社研究70年代有關沙田規劃的歷史檔案，當中清楚記錄政府推行計劃的程序。所謂的「沙田填海模式」，實為港英政府發展沙田第14區、即現為沙田第一城一帶土地的填海方案。填海範圍涉及約145.6英畝、即約58.9公頃土地，而翻查資料，連同馬鞍山在內，沙田新市鎮佔地逾3000公頃。本土研究社成員楊夏至認為，兩者面積相距甚大，認為政府雖稱沙田填海模式等同整個沙田發展方案，但事實上僅佔很少部分。
回應政府以公私合營興建人工島，成員林芷筠指出，「公私合營」其實是個大騙局。施政報告提出的「土地共享先導計劃」是指政府與發展商一起開發「不在政府發展規劃中的私人擁有土地」。換句話說，就是政府斥資起基建，換取私營發展商在「新增樓面面積」中興建「六至七成資助出售房屋為主的公營房屋」。
但各大地產這些年來在新界以低價收購農地，囤積了近1000公頃土地，恒基更囤了4,490萬平方呎成為「地王」，各個發展商一直不打理亦不耕種，不用繳付閒置土地稅，接近「無本生利」地等待政府開綠燈發展。今次政府主動提出幫助發展，是用政府公帑、用市民納稅人的錢，去資助發展商的發展項目」，她認為這並非「一個出雞、一個出豉油」 ，而是「真送禮」。

#### 填海爭議
本土研究社於2018年亦對英國解密檔案內容進行研究，發現早在八十年代中後期，商界已有在大嶼山東部填人工島的構思，其中合和主席胡應湘於1986年起，明確倡議以私人出資再賣予政府的形式，在東大嶼進行大規模填海，甚至一度主張「密室迫宮」迫使政府規劃師同意方案，但被時任港督衞奕信拒絕。 
2021年，胡應湘與研究社成員陳劍青於電視節目《視點31》中展開辯論，討論有關明日大嶼填海是否香港唯一增加土地供應的方法，胡應湘認為，政府有責任讓市民住得舒服一點，認為「明日大嶼」有必要，因填海後可統一發展基建及道路，至於棕地則涉及多重業權問題，難以在短期內解決房屋問題。
陳劍青則引述2018年的研究指，八成青年人反對「明日大嶼」，他認為政府應先考慮發展新界數千公頃的棕地，又提及政府在去年《財政預算案》中公布物色8幅的棕地群，已合共可提供逾兩萬伙公營房屋單位。 

#### 公眾諮詢爭議
2023年初政府就明日大嶼展開公眾諮詢，本土研究社形容是次公眾諮詢「隱敝」，質疑政府啟動諮詢當日未有發布新聞稿通知傳媒及市民；即使項目招標文件列明須舉辦公眾論壇，發展局卻暫未有「落區」計劃。研究員夏淳權質疑，相比以往填海或大型發展項目，今次人工島的公眾諮詢更顯倉促和粗疏。而人工島的招標文件指明顧問公司須舉辦工作坊、焦點小組會議和公眾論壇等收集公眾意見。然而，發展局去年12月底向傳媒透露，暫未有「落區」進行社區諮詢的計劃。他又質疑，若果諮詢最終不設公眾論壇，或涉嫌違反招標文件，公眾參與唔到，此項目應以何為基礎。

#### 人工島研究
至2023年2月16日，綠色和平聯同本土研究社發布《問題島途：從全球大型填海工程看明日大嶼計劃的危機》研究報告，搜尋全球299個有海岸線或大型內陸湖的國家及地區，最後篩選出52個過去30多年，其用途、規模均與明日大嶼有可比性的人工島或近岸填海項目，符合條件的人工島中，有13個項目填海面積達1,000公頃或以上，至少10個項目出現空置、停滯、被腰斬等問題，爛尾率達77%，僅得1個項目可完成工程 。
針對報告內容，發展局即日於社交媒體發表聲明， 指出有關團體的研究並非全面，只放大全球有問題的填海項目，硬將交椅洲人工島項目與其他所謂「爛尾」填海工程扯上關係，並武斷作出交椅洲項目「難逃三大危機」的偏頗結論，質疑為何他們純粹以不成功的例子要求煞停人工島項目，卻不以成功的案例（包括香港的經驗）為本以應對未來的發展挑戰，亦詰問為何團體不針對交椅洲項目的建議發表意見，而是把討論扯到香港以外的其他填海計劃上。發展局稱，情況顯而易見，認為團體為了把交椅洲人工島項目全面推倒，已經摒棄理性討論，甚至選擇離題。
同月20日，前天文台長林超英發文反駁，指有關團體報告闡述基於事實，認為發展局帖文首先「搞錯」團體的性質，報告由「本土研究社」研究寫成和發表，「本土研究社」是民間研究機構，性質是「智庫」，並非「環保團體」。他又指：「發展局是否火遮眼，連對手（其實是管治香港的合作伙伴）是誰都搞不清楚？」林超英又表示，報告的闡述基於事實，外國及內地失敗的填海項目的數目是客觀存在的，形容為「立場先行」、「誤導言論」、「抹黑」、「危言聳聽」和「歪論」是不符事實的，是錯誤的，斥反是發展局「立場先行」，隨意「抹黑」關心香港長遠利益和提出逆耳忠言的團體為「危言聳聽」者。

### 北部都會區
2021年10月6日，行政長官林鄭月娥在《施政報告》中，提出發展北部都會區。本土研究社成員陳劍青回應指，「北部都會區」的發展和基建規模比得上「明日大嶼」，當中的經濟成本估算，是否合乎成本效益成疑，擔心動用大量港人土地財政儲備，又認為北部都會區講到好大天花龍鳳，具體經濟的估算和成本有幾大，其實仍未知，質疑將如明日大嶼般似無底深潭。

#### 造價成本爭議
2023年4月27日，本土研究社引述政府「明日大嶼願景」及北部都會區「落馬洲河套區和新田科技城」財務及經濟顧問會計師事務所羅兵咸永道（PwC），去年7月於一場研討會中表示，明日大嶼和北部都會區工程重疊，預料兩個項目成本合共超過1.5萬億元，羅兵咸永道指使用儲備金來彌補兩項大型項目的資金缺口可能會為政府帶來財政壓力，「在沒有考慮這兩個項目的融資情況下，預計香港政府將於2030年出現財政赤字」。
兩日後，羅兵咸永道下午在其香港官網發聲明指，研討會簡報上分析是根據公開資料和數據進行粗略情景測試分析，注意到兩個項目的總規模龐大，故在研討會旨在討論不同的融資選項，重點並非分析政府財政儲備是否足以同時資助這兩項發展項目，批評本土研究社「斷章取義，沒有實質根據」，對此表示遺憾，會保留法律追究權利。發展局亦表示，對於有人未經求證而作出斷章取義的評論表示失望。

#### 蠔殼圍業權調查
政府擬議的北部都會區中，涉設立三個保育公園包括南生圍、三寶樹及蠔殼圍，相關私有土地將會被收回。就此，於2023年7月21日，本土研究社發表《北部都會區蠔殼圍地權調查研究》調查報告，分析有關土地的囤地炒賣現象，發現蠔殼圍自2000年底開始活躍，每年皆有雙位數字地段易手，其中以2008年及2017年最多，分別有205及284個地段易手。買家資料方面，本研社指買家總數逾130個公司或個人，而擁有逾10萬平方呎的地主一共有七組，包括龍豐藥房老闆謝少海及家人曾任及現任董事的23間公司。龍豐組別一共擁有351個地段，總面積約282萬平方呎，佔整個蠔殼圍約13%。
本研社分析其買入家，指七大組別的每呎平均買入價不足100元，只有92元。以去年修訂的收回土地補償機制，以保育用途收地的第二級賠償金為634元，比平均買入價高出七倍。本研社以此作計算，以「龍豐」為例，買家成本約1.9億，收地賠償金可獲13.2億。假如收地賠償按第一級計算，更可獲26.4億賠償。
至7月26日，上水區鄉事委員會主席、北區區議員侯志強在會上提到本研社報告，表示自己「不平則鳴」，認為於蠔殼圍囤地者的投機炒賣行為沒有不妥，假若當時新界人不賣出相關蠔殼圍的土地，政府收地時按政策賠償結果亦是一樣，並點名批評本研社成員黃肇鴻，稱「個個都買得到啲地，唔係專利賣地㗎嘛，你又買得我又買得，你有錢咪買，冇錢咪睇住人買，有（買）咪發達囉，冇咪睇住人發達囉」。

### 納米樓
香港新落成的私樓單位面積呈愈來愈細的現象，從上車盤、細價樓，到繪影繪聲的牙籤樓、蚊型盤、豪華劏房以至納米樓，均反映出新私樓的面貌，這些議題在社會上引來廣泛討論。2020年12月，本土研究社發表《納錐之地——香港納米樓研究報告2010-2019》，發現多個地產商在過去10年內至少推出8,500個面積不多於260平方呎的納米單位，而每年落成量更由2010至2012年間的72伙，激增20倍至2017至2019年間的1,552伙，速度相當驚人。
團體又根據屋宇署月報、地政總署預售樓花同意書等，建立出全港首個「香港納米樓資料庫」，分析2010⾄2019年間樓盤單位面積發現，在十年間，共有96個納米樓樓盤，合共有8,550個納米單位推出市場，當中涉及41個發展商。從過去十年的數據中，納米單位佔一手住宅供應比例越來越高，由2010年的0.2%，增至2019年的12.9%，代表每8個⼀⼿落成單位，就有⼀間是納米樓。而數據更顯示，在2010年，新落成的納米單位平均⾯積為220呎，但直至2019年已減⾄213呎，即減了約7呎，反映單位⾯積縮⼩的情況在過去⼗年愈來愈嚴重。
成員姚政希指出，早在80年代，其實亦早存在約200呎納米單位，但單位仍設有獨立廚房及睡房。不過，現時納米樓更設有露台、工作平台等，並佔據單位一部份，比以前的納米樓更不實用。而且政府近年修改作業備考及消防守則，使開放式廚房及「黑廁」更普遍，對健康造成隱憂。
至2021年尾，政府於賣地計劃引入最低單位面積規定，即將推出的屯門青山公路大欖段住宅地，規定單位實用面積最少約280平方呎。成員陳劍青認為，限呎措施只適用於賣地，卻未有將市區重建納入賣地條款，根本無助減少納米樓供應。他又指限呎是保障市民基本居住權利，但政府在公營房屋帶頭推出細單位，對基層並不公平。
2022年2月，為舒緩納米樓的社會問題，政府公布賣地計劃時終表示，最低單位面積要求將推展至所有政府賣地項目、鐵路物業發展項目、市區重建局項目，以及私人重建項目，及後最低單位面積要求將適用於私人重建項目的新申請，除非有關發展已取得城規會的規劃許可，不然所有換地及修訂地契的申請均會受相關條款所限。

#### 公營房屋納米化
2021年，南華早報引述房委會委員消息，啟德、樂富及小蠔灣三個地點的居屋都會有相當數量的納米樓。未來小蠔灣項目的居屋更有高達4成會是室內面積低至大約227呎，亦不排除未來公營房屋單位會進一步下跌。同年11月8號發表報道，整理發現居屋最細單位面積由2014年的371呎，下降至2019年的275.6呎。
本土研究社評論報道表示，當局近一年的長遠房屋策略報告，高調宣布已經找到未來十年公營房屋供應的土地，現在又低調放風增加房屋供應的方法又是壓縮面積造數。公眾似乎除了監察房屋供應，更需要監察房屋單位質素，否則房委會將來的單位可能細過標準車位，將公屋納米恆常化。
2023年，研究員透過整理房委會公佈的由1990年至2023年落成的公屋數據（包括屋邨的數量、座數及單位樓面面積），發現1990年代以及2000年代的一二人公屋平均面積分別有約170呎和約173.2呎。但其後情況逆轉，2010年代大幅倒退降至約154.4呎，2020年更清一色只有約151呎，仔細翻查2022年公佈的限呎措施文件，有關措施竟然不適用於面積最細的一二人單位，而二三人單位原該是最受新限呎措施保障的單位。

### 短租批租富豪用地
2017年7月20日，本土研究社整合地政總署資料，公布「香港短租閒置土地地圖」，指出政府擁有大量可供短期租用的閒置土地，一共有927幅，佔地142萬平方米，約142公頃，面積相當於7.5個維園。最大一幅位於馬灣，約8萬平方米。成員楊夏至指出，政府多年利用優惠價，將政府土地租給「超級富豪」，部分短期租約呎租低至0.6港元，部分政府土地批獲短租後被改建成私家路、泳池等。相反，曾有馬屎埔農戶因其田地一半是政府土地，為了繼續務農，遂向政府申請以短期租約形式繼續承租，但遭地政總署反對，及後被發展商以高價投走。楊夏至質疑，現時政府短租政策不公平，對於不同階級人士採取不同態度應對，低下階層不容租用官地，但富豪則能以低價租地自用。

#### 富豪霸佔官地
至2017年9月12日，本土研究社發布《租連阡陌: 香港短期批租富豪用地研究》，研究香港富豪住屋區內短期租約土地的實際情況，發現3成個案的租約面積大過本身持有的地段面積。而近三分之一的短租批地協議乃私人短租，被用作私人後花園，已知佔地約37.4公頃。其中有不少屬「富豪設施用地」，包括23個泳池和8個網球場。本土研究社質疑做法猶如將短期租約將官地「私有化」。
相關短租富豪用地的使用者包括鷹君集團羅嘉瑞家族、信和置業黃志祥家族、澳門賭王傅老榕家族、前助理警務處長關綺蘿、有「貨櫃大王」之稱的西域投資（香港）有限公司董事長林良成、廣西壯族自治區政協朱殿安等。本土研究社又指出，地政總處有關短期租約的資訊封閉，政府沒有公布短租土地的確實租金水平，只對向外公布收取「市值租金」，令外界無法得知租金水平。

#### 紅山半島僭建風波
2023年9月初香港多處在持續暴雨的影響下發生山泥傾瀉，其中位於港島大潭的豪宅屋苑紅山半島有山泥塌下，令3幢臨海獨立屋危立在斜坡上。當中70和72號獨立屋因為下方泥沙塌陷而令房屋地底構築物外露，被揭發涉嫌僭建。經過多方調查後發現，紅山半島大部分物業都有僭建和霸占官地的情況，再次引起社會廣泛關注富人公然非法佔據土地資源的問題。
事發翌日本土研究社發佈文章，指發生塌泥的紅山半島獨立屋70號範圍佔用官地至少已13年。研究員翻查及核對歷年衛星圖片，發現最早於2010年12月可以清晰看見，大宅對出的斜坡已被改造成專屬的後花園，及後於2016年更明顯見到花園範圍出現建構物。研究社指出被改造的範圍屬於政府土地，卻無租用紀錄，屬於非法佔用官地，批評現任發展局局長甯漢豪當年掌管的地政署等政府有關部門多年來坐視不理。這些僭建物加重斜坡的結構負擔，可能就是山泥傾瀉的元凶。
對於各界質疑政府處理紅山半島僭建問題不力，行政長官李家超和發展局局長甯漢豪回應指政府始終以「風險為本」的原則，集中資源巡查有危險的個案，並表示會就今次事件紅山半島進行針對性巡查，如發現有違規行為會嚴肅跟進。

#### 霸佔官地全面調查
在紅山半島被揭發僭建三天後，本土研究社發表《捲土重來：全面調查霸佔官地作私人後花園》的調查簡報。透過分析衛星圖片和翻查土地的租用記錄，在全港發現另外最少173處疑似違規霸佔官地作私人後花園的情況。成員陳劍青則在電臺節目上表示，紅山半島事件顯出豪宅僭建問題涉及公共安全。而當研究社數日內已完成審視，不明白當局多年仍無跟進，且研究社早於2017年的報告已提及摩星嶺趙苑非法霸佔官地，但至今情況仍然存在，不明白當局為何對獨立屋「有咁大嘅寬容」。
報告列出全香港霸地僭建最嚴重的十大屋苑，情況如下：
| 屋苑名稱                 | 涉嫌霸佔官地情況 |
| 大潭紅山半島             | 21間             |
| 大埔海景山莊             | 16間             |
| 大潭玫瑰園               | 13間             |
| 清水灣飛鵝花園           | 11間             |
| 沙田駿發山莊             | 10間             |
| 清水灣碧濤花園           | 8間              |
| 清水灣慧蘭花園           | 7間              |
| 山頂加列山道 La Hacienda | 6間              |
| 屯門蟠龍半島             | 6間              |
| 西貢雅都花園             | 6間              |

除了早前已經被揭發僭建的3間獨立屋，紅山半島另有18間獨立屋旁邊的政府用地具明顯人為開發痕跡，而又沒有資料顯示有任何短期租約，共有21間物業涉嫌違規霸佔，規模冠絕全港。其他屋苑也有嚴重違規佔地的情況。在衛星圖片中可見，清水灣飛鵝花園、西貢大網仔的雅都花園、沙田金𩣑花園、大埔滘海景山莊，幾乎全苑所有物業均疑似在政府土地上開發後花園。鄰近紅山半島的玫瑰園，全苑16間房屋都有疑似霸佔官地的痕跡，當中尤以第9及第10座最為嚴重。第9座在斜坡上平整了1800平方呎的土地，面積比獨立屋本身更大，其對斜坡結構造成多少破壞更難以估計。不少個案持續經年仍未被執法，例如摩星嶺趙苑竟違規霸佔官地長達22年。研究社指出，紅山半島因山泥傾瀉而被揭發的僭建問題只是冰山一角，質疑政府監管不力，容許少數富人長年將大面積公地佔為私用。
報告發表後被多家本地和國際媒體引述和轉載，包括CNN和 Bloomerg。南華早報的跟進調查發現研究社點名的數個屋苑（西貢飛鵝山花園、大埔海景山莊及大潭玫瑰園），涉嫌霸地僭建情況或比紅山半島有過之而無不及。其中大埔海景山莊的個案，更發現近一萬平方尺的涉嫌僭建地庫。
9月16日，發展局局長甯漢豪在港台節目上，表示將很快展開主動巡查，被問到為何有民間團體發現相關情況，當局沒發現時，她回應「有好多執管個案政府部門係做緊嘅，我唔會話點解政府部門做緊，你又睇唔到呢？」，對於本研社調查，甯漢豪稱不同團體及市民皆有舉報，排序上難稱因為某個團體看到便先處理，並否認在執法上是政府人員失誤，非一日或一年可處理所有個案。
屋宇署及地政總署在9月22日展開對紅山半島臨海獨立屋的大規模巡查，但首批10間獨立屋均未能入内視察。到10月6日，政府巡查已經覆蓋34間獨立屋，但只成功進入其中14間，另外18間則需與業主另外安排時間。有聲音指政府調查速度太慢，在開展巡查期間，已有涉嫌僭建建築被大型帆布覆蓋，或讓違規業主消滅犯罪證據，令相關部門未能追究其責任。同年12月22日，政府宣佈針對紅山半島臨海獨立屋的巡查完成。85間受查的房屋中，40間涉及僭建，1間涉及非法佔用政府土地，29間同時涉及僭建及非法佔用政府土地，只有15間未有發現違規。12月中旬，屋宇署及地政總署再到另一被本土研究社點名的屯門蟠龍半島進行聯合巡查。截至2024年一月末，共有25間獨立屋被發現僭建，4名業主被檢控。

### 郊野公園土地建屋問題
2017年1月18日，時任行政長官梁振英發表施政報告，建議利用郊野公園內小量生態價值不高、公眾享用價值較低、位於邊陲地帶的土地用作公營房屋。本土研究社成員陳劍青指出，做法違背《跨越2030年的規劃遠景與策略》（簡稱《2030+》）意向，皆因《2030+》中，政府從未提及任何郊野公園發展，而時任發展局長陳茂波曾承諾，任期內不會「考慮」發展任何郊野公園，批評一旦發展郊野公園，會觸發骨牌效應。
陳劍青亦指出，施政報告提到將佔地500公頃的紅花嶺納入為郊野公園，但其實紅花嶺即使不劃為郊野公園，本身已是具生態價值的山林資源，而用作起樓的郊野公園邊陲卻會受到實質破壞。
2017年11月24日，本土研究社成員楊夏至指出，美國自然環境學家湯博立博士（Prof. Lee M. Talbot）當初為香港訂立郊野公園版圖，湯博立早於1965年已經警告，未來或會有人打郊野公園的主意，建議政府需要用最大力度去保護郊野公園。楊夏至又指出，現時若要改變郊野公園土地用途，必須通過許多程序，而政府當初定下這些程序，正正為了保護郊野公園，故質疑政府要求房協就發展郊野公園邊陲地進行可行性研究，做法已違反設立郊野公園的原意。

### 市建局高估開支
2017年12月3日，市區重建局行政總監韋志成發表網誌表示，若要發展油旺地區研究範圍內800多幢地積比已用盡的舊樓，按每平方呎建築面積收購價約15,700元計算，或須面對近1,380億元虧損。不過，本土研究社成員陳劍青質疑市建局「報大數」，一來市建局成立至今只重建700多幢樓，「未來重建哂油尖旺區800幾幢舊樓」的說法成疑；二來市建局過去不會選擇地積比已用盡的舊樓去重建，現在突然表示會重建這類舊樓，質疑只是假象；三來市建局所訂的收購價未必準確，皆因一旦地積比已經用盡，收購價未必如此高，加上市建局部分項目會同發展商分紅，部分收益或未計算其中，故要求市建局公開相關帳目。 
2017年12月5日，本土研究社在facebook統計市建局預計開支與實際開支差距，指出市建局過去十年預計總開支每年平均達271億，但翻看相關年報，實際總開支平均只有137億，遠低於當初估算，十年以來累積下來一共高估589億，質疑市建局「報大數」。團體質疑，市建局錯誤高估開支，藉此合理化現時重建模式，令市建局為了收回高估後的開支，只能以「賺到盡」的方式開發土地，而拒絕其他發展方式，如公營／私營混合物業發展模式、興建公屋或其他可負擔房屋等。
市建局過去預計開支與實際開支差距如下：
| 財政年度           | 預計開支（億） | 實際開支（億） | 高估金額（億） | 高估百分比 |
| 2007-08 至 2011-12 | 300            | 142            | 158            | 111%       |
| 2008-09 至 2012-13 | 300            | 116            | 184            | 159%       |
| 2009-10 至 2013-14 | 202            | 87             | 115            | 131%       |
| 2010-11 至 2014-15 | 160            | 147            | 13             | 9%         |
| 2011-12 至 2015-16 | 200            | 162            | 38             | 24%        |
| 2012-13 至 2016-17 | 250            | 169            | 81             | 48%        |

2017年12月7日，本土研究社成員陳劍青認為，市建局在九龍城及土瓜灣區有多個重建項目，而市建局不會做「蝕錢生意」，相信重建後會將地區升級及「豪宅化」，以賺取更高利潤，故認為市區舊樓未必需要重建拆卸，建議市建局應以復修作主導，解決市區老化問題。

## 出版

### 研究範疇
| 範疇     | 簡介 | 涉獵議題                                                       |
| -------- | --- | -------------------------------------------------------------- |
| 土地規劃 | 本研重點關注議題，亦是成立初期的研究目標。現時既有監察失衡與土地利益版塊重構，一句說話足以令議題及政策整改方向急速轉向，明日大嶼變「後日大嶼」、「北部都會區」橫空出世、丁屋政策改革處處暗湧，預期將令各種土地政策愈趨動盪。 | 棕地，北都，丁屋，明日大嶼，短租地，郊野公園，收地，北部都會區 |
| 住屋     | 如何透過研究拆解舊有「以量取勝」的舊有論述，成為了民間研究的當務之急。 | 市建局，納米樓，房屋政策，丁屋，劏房                           |
| 環境     | 以扎實的在地環境研究，拆解主宰主流發展論述的權力關係，吸收新環境思潮，深度的知識與研究工作都有助民間打開永續議題。 | 郊野公園，片區開發，農業                                       |
| 古蹟     | 市區重建模式在近年大幅變更，以前所未有的速度和規模席捲舊區之時，香港的古蹟保育政策明顯不能對應新時代的轉變，民間有責任將其缺口堵塞，使下一代仍能為城市特色引以自豪。                                                         | 茶果嶺，拆卸古蹟，老店                                         |
| 數據     | 隨著傳媒生態改變，民間研究亦擔當了發掘重要反映社會實況數據和現象的數據的角色，並透過研究將這些揭示最新趨勢的資料，以公眾可讀和可比理解的形式展示，使社會議題能夠在一個更具事實基礎下被討論，令大眾更清楚社會當前的社會現象。 | 人口，公司，分析                                               |
| 社區     | 基層生活空間日漸萎縮，亦為社區種下不穩定的種子，這個資本化的過程，需要被研究和被問題化，讓各種社區中的城市議題，在一個更加紮實的基礎被討論和看見                                                                             | 花墟，地區文化，地區設施                                       |

### 書籍
| 作者       | 書名                                       | 日期       | 參考          |
| ---------- | ------------------------------------------ | ---------- | ------------- |
| 本土研究社 | 《不是土地供應：香港土地供應的迷思與真象》 | 2013年3月  | [ 84 ]        |
| 影子長策會 | 《住屋不是地產：民間長遠房屋策略研究報告》 | 2013年9月  | [ 85 ]        |
| 本土研究社 | 《供不得其所：香港長遠房屋策略新視野》     | 2015年2月  | [ 86 ] [ 87 ] |
| 本土研究社 | 《水耕透視》                               | 2016年2月  | [ 88 ]        |
| 本土研究社 | 《棕跡》                                   | 2016年6月  | [ 89 ]        |
| 本土研究社 | 《世界（No.1: 界限）》                     | 2017年4月  | [ 90 ]        |
| 本土研究社 | 《棕須一變：香港棕地的過去、現在與未來》   | 2022年11月 | [ 91 ]        |

### 研究報告
| 報告名稱                                             | 日期           | 參考    |
| ---------------------------------------------------- | -------------- | ------- |
| 《棕跡—香港棕土政策研究報告2015》                    | 2015年12月28日 | [ 92 ]  |
| 《香港棕土地圖2015》                                 | 2016年1月3日   | [ 93 ]  |
| 《租連阡陌：香港短期批租富豪用地研究》               | 2017年9月12日  | [ 94 ]  |
| 《丁不厭詐：新界套丁研究報告2017》                   | 2018年1月4日   | [ 95 ]  |
| 《合棕連橫：新界棕土發展潛力研究》                   | 2018年3月15日  | [ 96 ]  |
| 《未來土地發展真實選項：好誠實研究及公眾諮詢》       | 2018年5月      | [ 97 ]  |
| 《富稅難收：香港股權轉讓住宅避稅研究》               | 2018年7月10日  | [ 98 ]  |
| 《隱藏選項：香港臨時使用及閒置官地研究》             | 2018年9月18日  | [ 99 ]  |
| 《竭澤而築：新界西北魚塘業權調查》                   | 2018年12月10日 | [ 100 ] |
| 《隔世追棕 - 新界棕土擴張軌跡與現況》                | 2018年12月19日 | [ 101 ] |
| 《新丁再現：新界套丁研究報告》                       | 2020年10月26日 | [ 37 ]  |
| 《納錐之地：香港納米樓研究報告2010-2019》            | 2021年1月      | [ 102 ] |
| 《首個棕土政策 —— 成形還是走樣？》                   | 2021年4月20日  | [ 10 ]  |
| 《草木皆丁 – 發展新界潛在違規丁地可行性研究報告》    | 2021年5月3日   | [ 38 ]  |
| 《失棕罪-香港棕地現況報告2021》                      | 2021年6月10日  | [ 11 ]  |
| 《煥然一新：未來土地和房屋發展項目的互補發展倡議》   | 2021年8月19日  | [ 103 ] |
| 《始棕要還：官方棕地政策全檢視 (2018-2021)》         | 2021年9月27日  | [ 12 ]  |
| 《香港郊野公園民間歷史檔案庫》                       | 2021年底       | [ 104 ] |
| 《快熟棕地 北部都會區具發展潛力的棕地研究》          | 2022年10月10日 | [ 29 ]  |
| 《北能棕止－北部都會區棕地亂象調查報告2022》         | 2022年12月5日  | [ 13 ]  |
| 《問題島途：從全球大型填海工程看明日大嶼計劃的危機》 | 2023年2月16日  | [ 50 ]  |
| 《北部都會區蠔殼圍地權調查研究》                     | 2023年7月21日  | [ 105 ] |
| 《捲土重來：全面調查霸佔官地作私人後花園》           | 2023年9月13日  | [ 106 ] |

### 過往專題[107]
除了等定的研究議題外，本土研究社亦曾就社會關注的議題作每月專題研究和報告，包括：
| 專題         | 關注問題 |
| ------------ | --- |
| 圍沼．濕地   | 剖析開發濕地「奇招」及其源起，預視濕地未來面臨的發展危機。 生態環境價值之外，探索濕地在城市發展中的環境、文化及社會意義。 再思新保育模式：香港濕地如何保育？                                                                   |
| 都市化洋謀   | 城市化「洋謀」：填海造地、旅遊化及各種海洋經濟產業，將會如何真實地改造人與海洋的關係? 「洋謀」失救：剖析各種本港海洋生態破壞的政治、問題與對策。 近年冒起的海洋空間規劃 ，是否當今各種海洋議題                                 |
| 肢解城市規劃 | 城市化「洋謀」：填海造地、旅遊化及各種海洋經濟產業，將會如何真實地改造人與海洋的關係? 「洋謀」失救：剖析各種本港海洋生態破壞的政治、問題與對策。 近年冒起的海洋空間規劃 (Marine Spatial Planning)，是否當今各種海洋議題的出路? |
| 永續港鐵霸權 | 港鐵如何全面主宰我們的城市生活？ 從「國際典範」到「霸權」 再思港鐵的發展方程式 香港「鐵本主義」的城市化是否永續？ |

## 媒體經營
除了發佈研究報告和調查結果外，本土研究社亦有透過不同的社交媒體發佈不同的社會內容以及回應政府政策：
2015年4月本土研究社開設Instagram 帳戶，定期更新研究進度和短期的研究和社會發現。

### 《閒置中》
《閒置中 Liber Podcast》是由本土研究社的一眾研究員製作，於線上串流媒體平台發布的節目。由2020年7月開始啟播，根據其頻道簡述，其名字取材於研究員工作到疲累時，停一停將平日關注的不同議題沈澱和累積，在研究以外與聽眾深度講解研究背後的心路歷程，破除迷思和發掘新想法，節目探討的議題大多以香港的時事相關。

### 《行落去》
本土研究社在2022年5月開始在YouTube發布，透過拍攝不同議題的實地考察過程，以影片形式呈現出該議題的不同面向。

## 軼事

### 香港民間學院
民院教育中心（前稱香港民間學院）是香港一所民間教育機構，創立於2015年，由本土研究社成員陳劍青等策劃，開辦學術理論、城市研究等課程。創立目標是推動民間辦學及「民間學術社群」，嘗試在大學體制以外實踐知識自主，推動民間知識生產及學術討論。

### 製作《嘥嘥嘥》短片
2016年，循道中學校園電台在學校錄製一首名叫《R.H.S.》的歌曲，由校內三名學生主唱，好讓學生記得全等三角形的驗證方法。本土研究社為此曲再度填詞，製作《嘥嘥嘥》短片，批評政府浪費公帑興建大型基建，如機場第三跑道、高鐵、新界東北發展計劃等。歌詞如下：
|  | 嘥公帑嘥 嘥嘥嘥 三跑千四億 全部亂咁嘥；嘥公帑嘥 嘥嘥嘥 高鐵九百億 全部亂咁嘥 嘥公帑嘥 嘥嘥嘥 東北千幾億 全部亂咁嘥；嘥公帑嘥 嘥嘥嘥 棕土起勢嘥 違例逐寸嘥 |

### 食字
研究社發表的研究和出版報告經常以食字作標題，例如：《始「棕」要還，官方棕地政策全檢視》、《此亂「棕起」，棕地亂象調查報告 2021》等

## 外部連結
- 本土研究社（页面存档备份，存于）
- 本土研究社的Facebook專頁
- 本土研究社 - 評台 （页面存档备份，存于）
- 香港棕土地圖2015